# Sapyga similis
Sapyga similis ist ein Hautflügler aus der Familie der Keulenwespen (Sapygidae).

## Merkmale
Die Wespen haben eine Körperlänge von 9 bis 13 Millimetern (Weibchen) bzw. 8 bis 13 Millimetern (Männchen). Die Weibchen haben einen schwarzen Körper, bei dem die ersten drei Tergite ganz oder teilweise, die Unterseite der Fühlerglieder drei bis acht, die Schienen (Tibien) und die Tarsen rot gefärbt sind. An den inneren Augenrändern, den Schläfen, am Pronotum, den Tergiten drei, vier und sechs, der Basis der Vorderschienen und gelegentlich auch auf dem dritten und vierten Sternit befinden sich gelbe Flecken. Die vorstehenden Kanten oberhalb der Fühlerbasen stoßen aneinander. Die Männchen sind schwarz. Die Fühler sind auf der Unterseite und teilweise auch auf der Oberseite rot. Die Stirnplatte (Clypeus), die inneren Augenränder und die Tergite und Sternite am dritten und vierten Segment sind gelb gefleckt, die Schienen und Tarsen sind komplett gelb. Das achte bis zwölfte Fühlerglied ist eineinhalb Mal so lang wie breit. Wie auch bei den Weibchen stoßen die Kanten über den Fühlerbasen aneinander.

## Vorkommen und Lebensweise
Die Art ist in Europa nördlich bis in den Süden Schwedens verbreitet. Die Tiere fliegen von Ende April bis Ende September. Die Larven sind Parasiten an den Bienen Osmia nigriventris und Osmia uncinata. Dass sie auch an Osmia robusta parasitieren, wie von manchen Autoren behauptet, ist wegen der geringen Körpergröße der Wespen fraglich.

## Belege
- F. Amiet: Fauna Helvetica 23: Vespoidea 1. Centre Suisse de Cartographie de la Faune, 2008, ISBN 978-2-88414-035-5.